# Judit Kovács
Judit Kovács, född 7 januari 1956, är en ungersk bågskytt. Hon deltog vid olympiska sommarspelen 1980, 1992 och 1996.